# Walter López (Schiedsrichter)

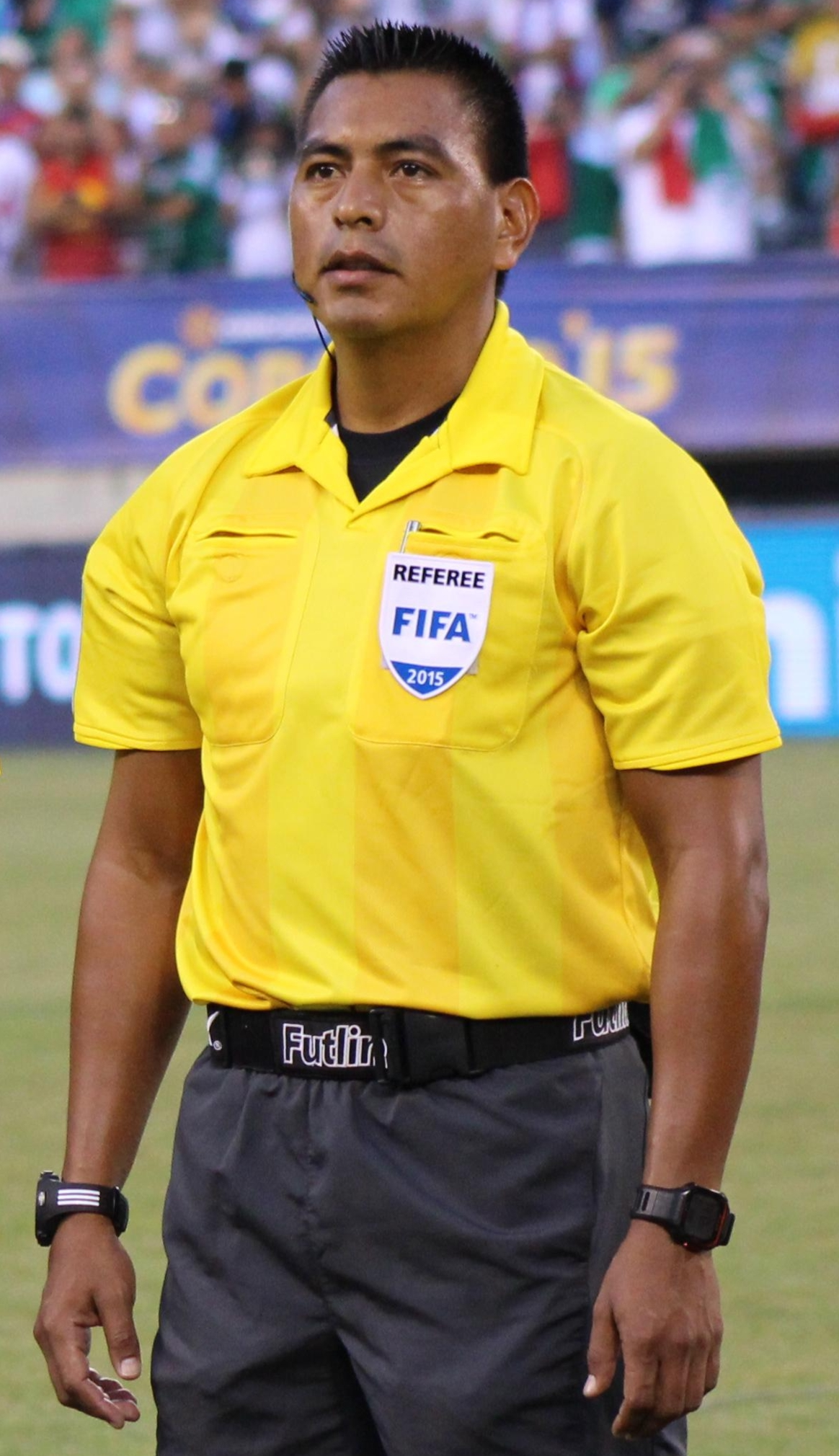
Walter López (2015)

Walter Alexander López Castellanos (* 25. September 1980) ist ein guatemaltekischer Fußballschiedsrichter.
López war für die Fußball-Weltmeisterschaft 2014 in Brasilien als Unterstützungsschiedsrichter nominiert und bei vier Partien als Vierter Offizieller eingesetzt worden. Internationaler Schiedsrichter ist er seit 2006.
Bei der FIFA-Klub-Weltmeisterschaft 2014 leitete er das Finale zwischen Real Madrid und CA San Lorenzo de Almagro, welches Real Madrid mit 2:0 für sich entscheiden konnte.
Große Aufmerksamkeit erlangte López durch eine Fehlentscheidung am 10. Oktober 2017 im letzten Gruppenspiel der CONCACAF-Qualifikation für die Weltmeisterschaft 2018 zwischen Panama und Costa Rica, als er in der 53. Minute ein Tor für Panama gab, obwohl der Ball von Blas Pérez neben das Tor rollte. Panama gewann am Ende das Spiel mit 2:1 und qualifizierte sich nur durch diese drei Punkte für die Weltmeisterschaft.
López ist der ältere Bruder von Bryan López (* 1988), der ebenfalls FIFA-Schiedsrichter ist.